# Migdonija
Migdonija (grško Μυγδονία, romanizirano Μygdonia) je bila  del staroveške Trakije, ki ga je pozneje osvojila Makedonija. Obsegala  je ravnice okoli Terme (Solun), dolini rek Klisali in Besikija in ozemlje od izliva reke Axios (Vardar) na vzhod do Bolbeškega jezera. Meja med Migdonijo proti Bisaltijo je bil verjetno prelaz Aulon oziroma Aretusa, mesto na tem prelazu. 
Najpomembnejša mesta v Migdoniji so bila Terma (Solun), Sind, Kalastra, Altos, Strepsa, Kisos, Melisurgis (zdaj Mellisourgós) in Heraklevst. Apostolska dela omenjajo, da sta Apolonijo obiskala apostola Pavel in Sila. Razen teh mest Ptolemaj omenja še več kot deset drugih, nejasnih mest.
Območje je bilo poseljeno že v mezolitiku (9000-7000 pr. n. št.). Zgodnji prebivalci so bili verjetno Pelazgi. Sledili so jim Migdoni, po katerih je regija dobila ime. Migdoni so bili morda brigijsko ali tračansko pleme. V regiji so bili pred priključitvijo k Makedoniji nekaj časa naseljeni Peoni in Tračani, zlasti Edoni. Danes večina Migdonije spada v grško regionalno enoto Solun. 